# Peter Hoekstra
Peter Martin Hoekstra (ur. 4 kwietnia 1973 w Assen) – piłkarz holenderski grający na pozycji lewego pomocnika.

## Kariera klubowa
Hoekstra jest wychowankiem klubu ACV Assen, pochodzącego z jego rodzinnej miejscowości. Z czasem trafił do juniorskiej drużyny PSV Eindhoven, a w 1990 roku awansował do podstawowej kadry. W Eredivisie zadebiutował jednak dopiero w następnym sezonie, 18 sierpnia 1991 w wygranym 2:1 meczu z FC Utrecht. Miał jednak trudności z przebiciem się do składu z powodu dużej konkurencji w zespole. Już w pierwszym sezonie gry, w 1992 roku został mistrzem Holandii, ale był to jego jedyny tytuł w barwach PSV. Przez lata był cały czas rezerwowym i w PSV wytrzymał do 1996 roku.
Zimą 1996 Hoekstra przeszedł do Ajaksu Amsterdam, który zapłacił za niego 5 milionów guldenów. Rundę wiosenną w stołecznym zespole miał udaną, grał w pierwszym składzie, strzelił 5 goli i został mistrzem Holandii. W sezonie 1996/1997 stracił miejsce w składzie z powodu leczenia przewlekłej kontuzji, ale i sam Ajax spisał się słabo zajmując dopiero 4. pozycję w lidze. W 1998 został po raz drugi mistrzem Holandii zdobywając 3 gole w 23 meczach i był to jego ostatni tytuł w karierze. W rundzie jesiennej sezonu 1999/2000 nie zagrał w żadnym meczu Ajaksu i zimą został wypożyczony do klubu hiszpańskiej Segunda División, SD Compostela. Po pół roku wrócił do Ajaksu, ale znów został wypożyczony, tym razem do FC Groningen. Natomiast w 2001 roku wyjechał do Anglii, do Stoke City, z którym awansował w 2002 z Division Two do Football League Championship. W Stoke grał 3 sezony i w 2004 roku zakończył karierę w wieku 31 lat.
| Sezon   | Klub          | Kraj      | Rozgrywki        | Mecze | Bramki |
| ------- | ------------- | --------- | ---------------- | ----- | ------ |
| 1991/92 | PSV Eindhoven | Holandia  | Eredivisie       | 14    | 3      |
| 1992/93 | PSV Eindhoven | Holandia  | Eredivisie       | 19    | 0      |
| 1993/94 | PSV Eindhoven | Holandia  | Eredivisie       | 23    | 6      |
| 1994/95 | PSV Eindhoven | Holandia  | Eredivisie       | 19    | 6      |
| 1995/96 | PSV Eindhoven | Holandia  | Eredivisie       | 15    | 6      |
| 1995/96 | AFC Ajax      | Holandia  | Eredivisie       | 16    | 5      |
| 1996/97 | AFC Ajax      | Holandia  | Eredivisie       | 8     | 0      |
| 1997/98 | AFC Ajax      | Holandia  | Eredivisie       | 23    | 3      |
| 1998/99 | AFC Ajax      | Holandia  | Eredivisie       | 21    | 6      |
| 1999/00 | AFC Ajax      | Holandia  | Eredivisie       | 0     | 0      |
| 1999/00 | SD Compostela | Hiszpania | Segunda División | 28    | 0      |
| 2000/01 | AFC Ajax      | Holandia  | Eredivisie       | 0     | 0      |
| 2000/01 | FC Groningen  | Holandia  | Eredivisie       | 14    | 1      |
| 2001/02 | Stoke City    | Anglia    | Division Two     | 30    | 4      |
| 2002/03 | Stoke City    | Anglia    | Division One     | 24    | 3      |
| 2003/04 | Stoke City    | Anglia    | Division One     | 23    | 4      |

## Kariera reprezentacyjna
W reprezentacji Holandii Hoekstra zadebiutował 24 kwietnia 1996 w przegranym 0:1 towarzyskim meczu z Niemcami. W tym samym roku znalazł się w kadrze na Euro 96. Zagrał tam w 2 grupowych meczach: ze Szwajcarią (2:0) oraz z Anglią (1:4), ale w przegranym po serii rzutów karnych ćwierćfinale z Francją już nie wystąpił. W reprezentacji Holandii Hoekstra wystąpił w 5 meczach.

## Sukcesy
- Mistrzostwo Holandii: 1992 z PSV, 1996, 1998 z Ajaksem
- Puchar Holandii: 1998 z Ajaksem
- Udział w ME: 1996